# Céfoxitine
La céfoxitine est une molécule antibiotique de la classe des céphamycines.

## Mode d'action
La céfoxitine inhibe la PLP, enzyme permettant la synthèse du peptidoglycane bactérien.